# Tusz do rzęs

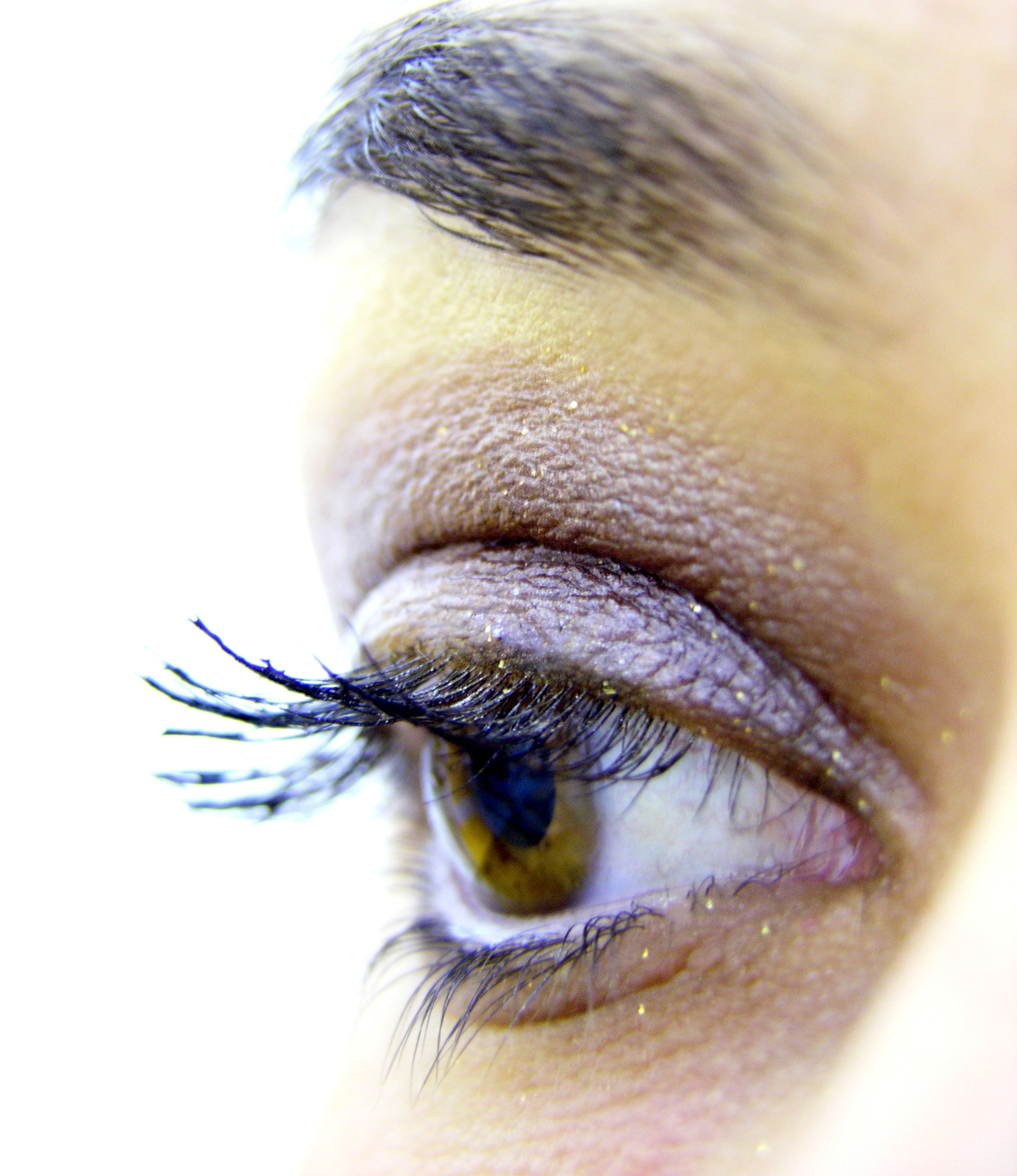
Efekt użycia tuszu do rzęs

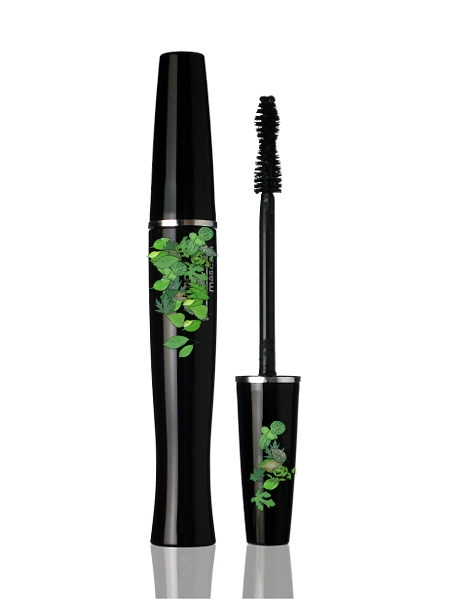
Opakowanie tuszu do rzęs. Po prawej stronie szczoteczka

Tusz do rzęs (ang. mascara) – kosmetyk służący do podkreślenia i malowania rzęs, dopełniający makijażu oka. Nadaje rzęsom wyrazistość – stają się dłuższe i grubsze. Tusz nakłada się na rzęsy lub także brwi za pomocą specjalnej szczoteczki do rzęs. Sklejone maskarą rzęsy rozdziela się plastikowym grzebykiem do rzęs. Tusz występuje najczęściej w kolorach: czarnym, brązowym i szarym lub rzadziej w kolorze niebieskim, zielonym, różowym i innych ostrych barwach, które są popularne szczególnie u nastolatek. Może zawierać brokat.

## Historia
Rzęsy farbowano już w starożytności. Aby usztywnić i uwydatnić kolor i gęstość rzęs, starożytne Egipcjanki stosowały mieszaninę sadzy, oliwy i białka. Pomysł został potem przejęty przez Greczynki i rozpowszechniony w kulturze śródziemnomorskiej. 
Pierwsze próby stworzenia dzisiejszej maskary zapoczątkował francuski przedsiębiorca Eugene Rimmel w 1860 roku. Zrobił  tusz do rzęs, oparty na sproszkowanym węglu, rozcieńczanym zwykłą wodą i nakładanym na rzęsy za pomocą szczoteczki. Jego nazwisko szybko zostało skojarzone z produkcją tego specyfiku. Określenie "rimmel" na tusz do rzęs było stosowane w wielu językach. 
Prawdziwa mascara powstała w 1913 roku, dzięki chemikowi T.L. Williamsowi. Wiąże się z nią historia nieszczęśliwej miłości Maybeli, siostry Williamsa, która była zdradzana przez swojego narzeczonego. Williams pragnął pomóc swojej siostrze, więc wymyślił produkt do codziennego użytku, który nadałby jej spojrzeniu głębi i zarazem przyciągnął zainteresowanie mężczyzny. W tym celu wymieszał wazelinę z pyłem węglowym. Specyfik stosowany przez Maybelę musiał wywrzeć na jej narzeczonym ogromne wrażenie, bo po roku wyszła za mąż. W 1915 Williams założył firmę Maybelline. Jej nazwa pochodzi od połączenia słów: Maybel i vaseline.

## Rodzaje tuszu i funkcje
- wydłużający – stosowany, gdy rzęsy są krótkie
- pogrubiający – stosowany, gdy rzęsy są cienkie lub rzadkie
- podkręcający – stosowany, gdy rzęsy z natury są już lekko wywinięte do góry
- wodoodporny tusz do rzęs – nie rozmazuje i nie zmywa się czystą wodą dzięki obecności składnika lub składników hydrofobizujących np. żywic polimerowych.

Wodoodporny tusz do rzęs rozprowadzony szczoteczką na rzęsach tworzy trwałą, odporną na zmywanie wodą, łzy i ścieranie się warstwę. Tusz wodoodporny zawiera często oprócz pigmentów i składników nadających wodoodporność, woski i inne dodatki: przedłużające, pogrubiające i podkręcające rzęsy. Można go zmyć wodą z dodatkiem środka powierzchniowo czynnego (detergentu), mydła lub specjalnym zmywaczem.
Są także tusze wielofunkcyjne: wydłużająco-podkręcający, pogrubiająco-wydłużający itp.